# Belo Campo
Belo Campo este un oraș în unitatea federativă  Bahia (BA) din Brazilia.